# Abaurregaina
Abaurregaina (hiszp.: Abaurrea Alta) – gmina w Hiszpanii, w Nawarze, o powierzchni 21,36 km². W 2011 roku gmina liczyła 133 mieszkańców.